# Палац Ельц
 Палац Ельц (хорв. Dvorac Eltz) —   палац  у стилі бароко у Вуковарі, Хорватія. У садибі XVIII століття розташовано  Міський музей Вуковара. Садиба зображена на банкноті   хорватської банкноти 20 кун, виданої в 1993 та 2001 рр.   Палац зруйнований у 1991 році під час Війни за незалежність Хорватії. Після чотирьох років реставрацій палац був   повністю відновлений до довоєнного вигляду в жовтні 2011 року.

## Історія
У 1736 році  Філіпп Карл фон Ельц-Кемпеніч  (1665–1743),  архистратор  Священної Римської імперії та   князь-архієпископ Майнца придбав садиба Вуковар у  Сирмії,   згодом частина  монархії Габсбургів, якою керував імператор Карл VI. Палац був споруджений між 1749 та 1751 роками нащадками архангелера німецької католицької знаті  Дома Ельца і поступово розбудовувався. Однак маєтки біля військового кордону зазнавали шкоди під час набігів Османських військ та місцевих   воєнізованих сил.
Після того, як югославські партизани в кінці Другої світової війни отримали контроль над країною, садиба була конфіскована комуністичною адміністрацією Югославії в 1944 році Якоб фон Ельц  з сім'єю  змушений був залишити Вуковар. У 1990 році він повернувся з  Ельтвіля  до новоствореної держави Хорватія і став членом парламенту Сабор в Загребі. Садиба Ельца, проте, зазнала великої шкоди під час   Війни за незалежність Хорватії, коли її обстріляла Югославська народна армія під час  битви за Вуковар.

### Експропріація та процес реституції
Після закінчення Другої світової війни філія сім'ї фон Ельц у Вуковарі була експропрійована і вислана югославськими комуністами.  У скарбниці замку Ельц експонуються деякі предмети мешканців колишньої родини Вуковарів, які в той час були звільнені від експропріації, наприклад, сервізи   Віденського фарфорового заводу.
Після здобуття суверенітету Хорватії власник Якоб фон  Ельц повернувся до свого старого будинку в 1990 році і став членом парламенту Хорватії в Загребі. Після смерті в 2006 році його спадкоємець Георг Граф фон унд Ельц-Вуковар продовжив процес реституції проти хорватської держави.

## Gallery

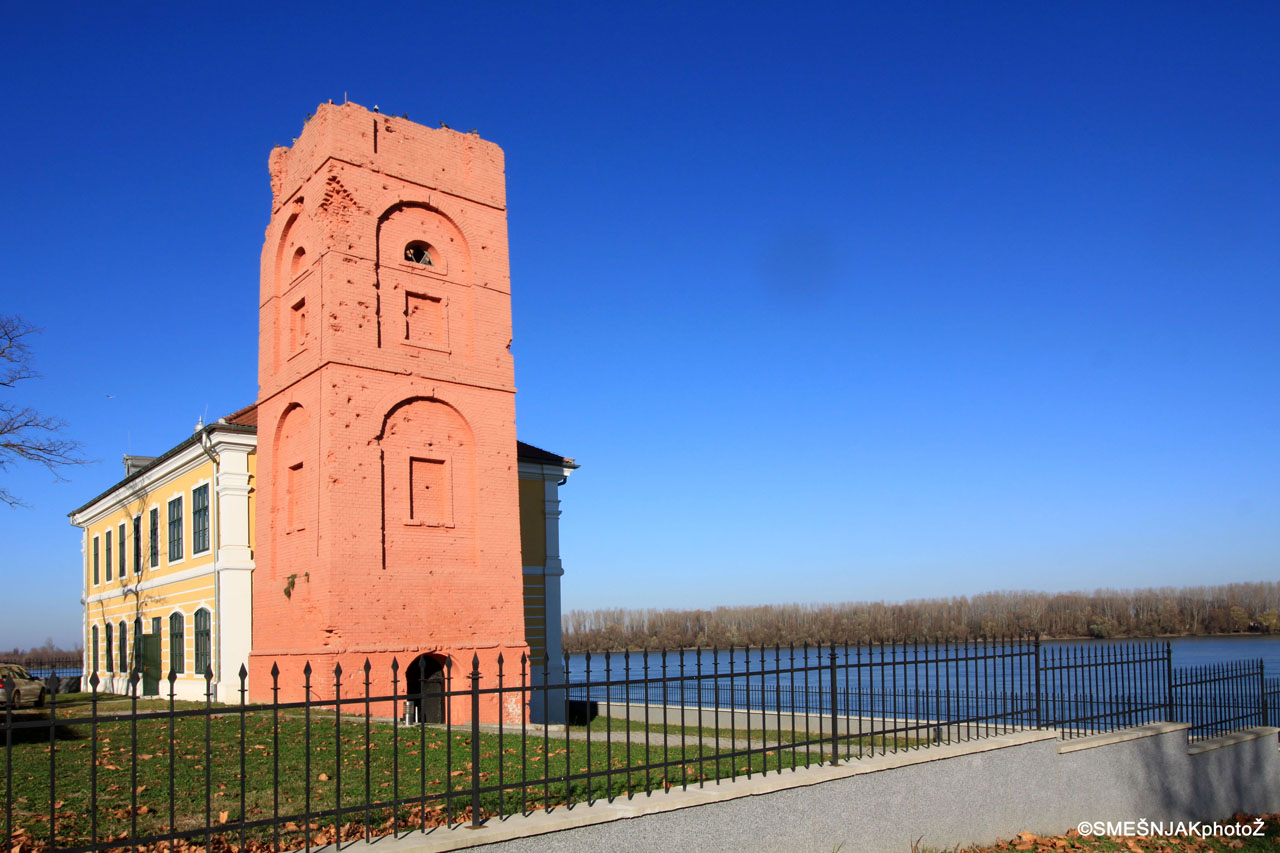
Bauer Gallery and Old Water Tower
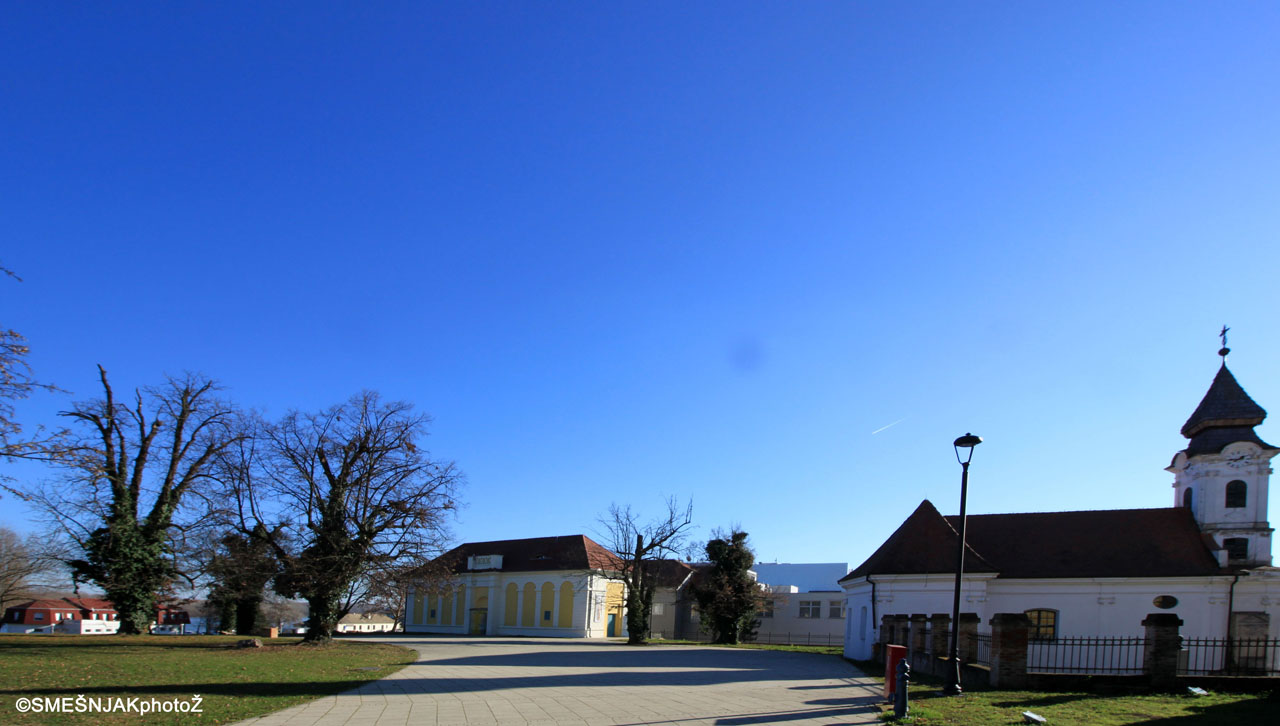
Orangerie and Church of Saint Roch
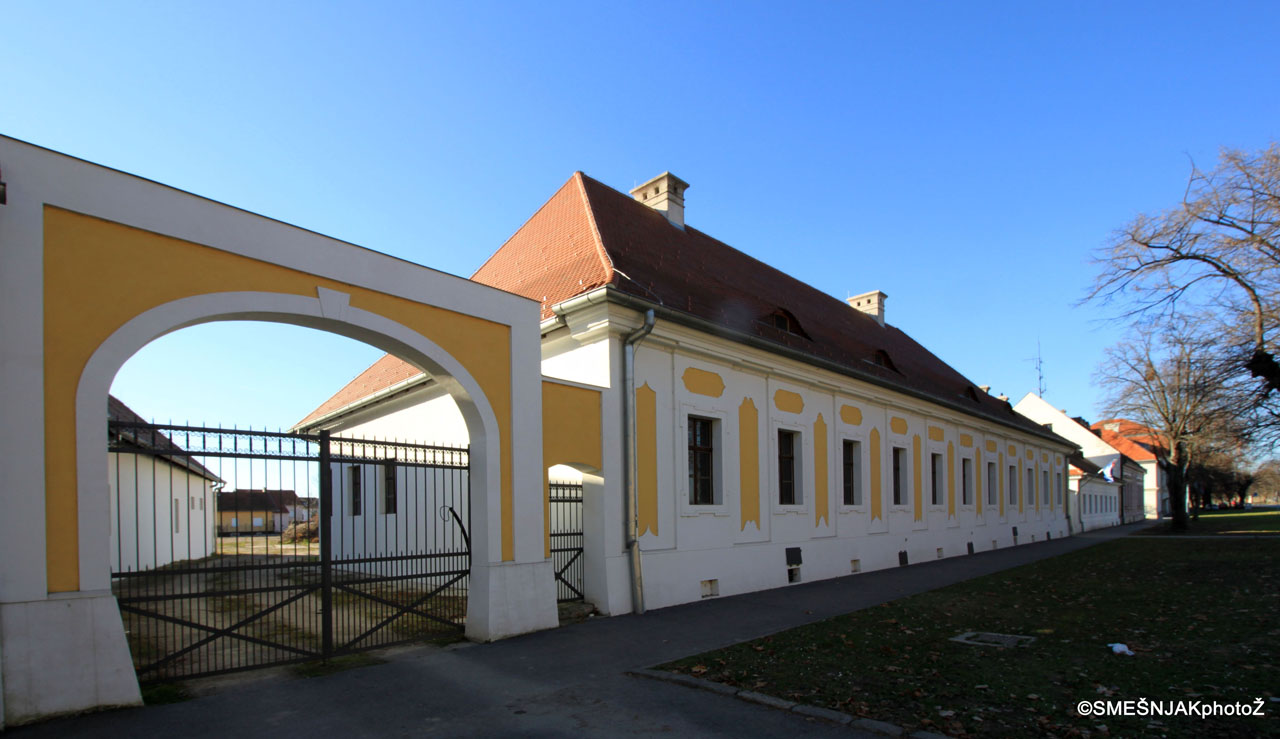
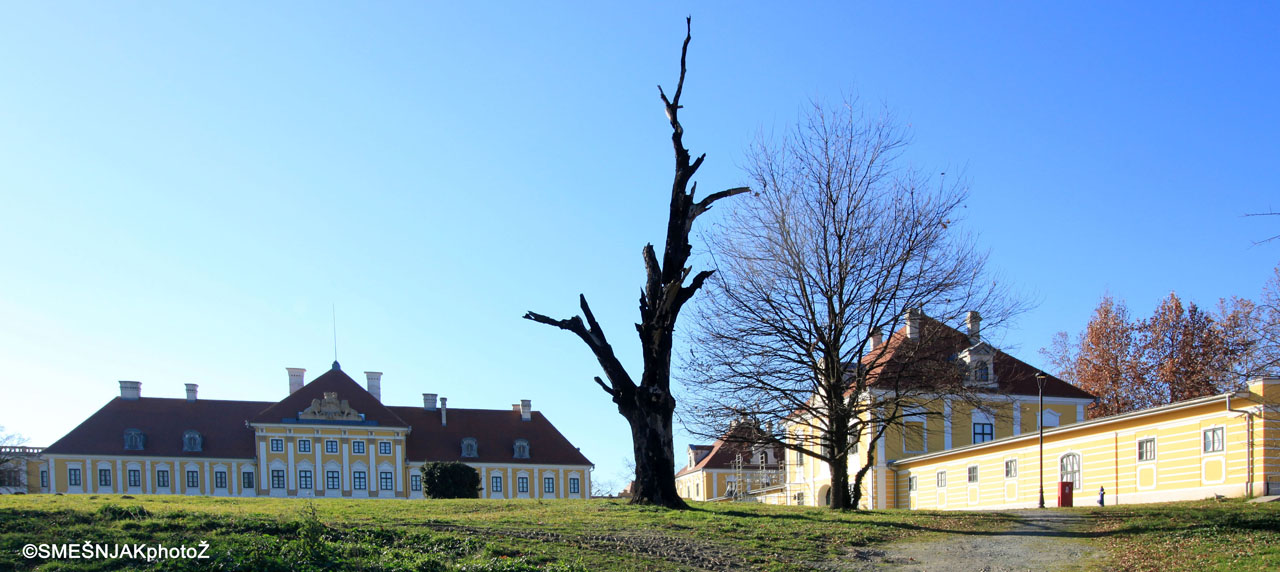
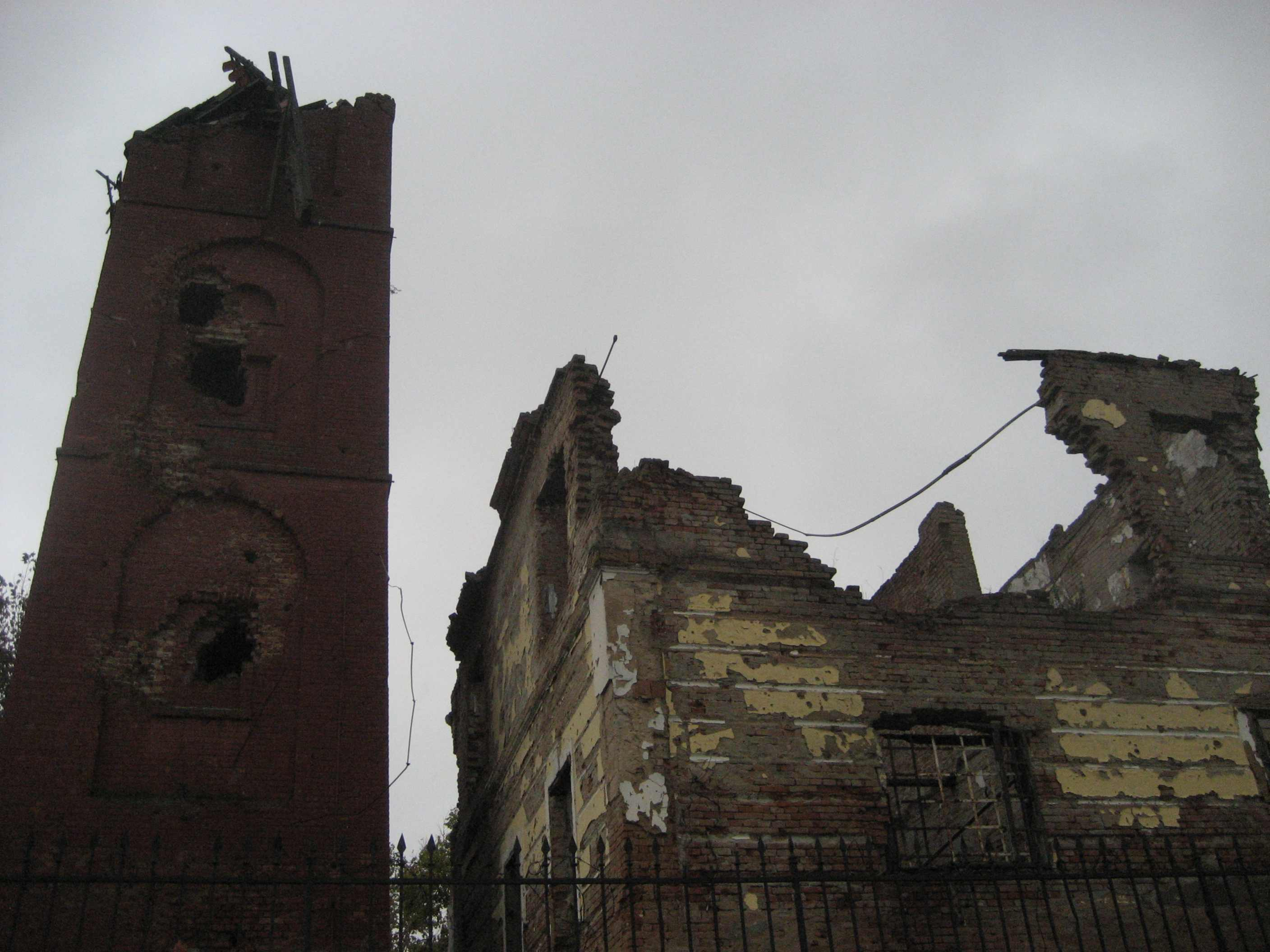
Damaged tower and destroyed building, before renovation
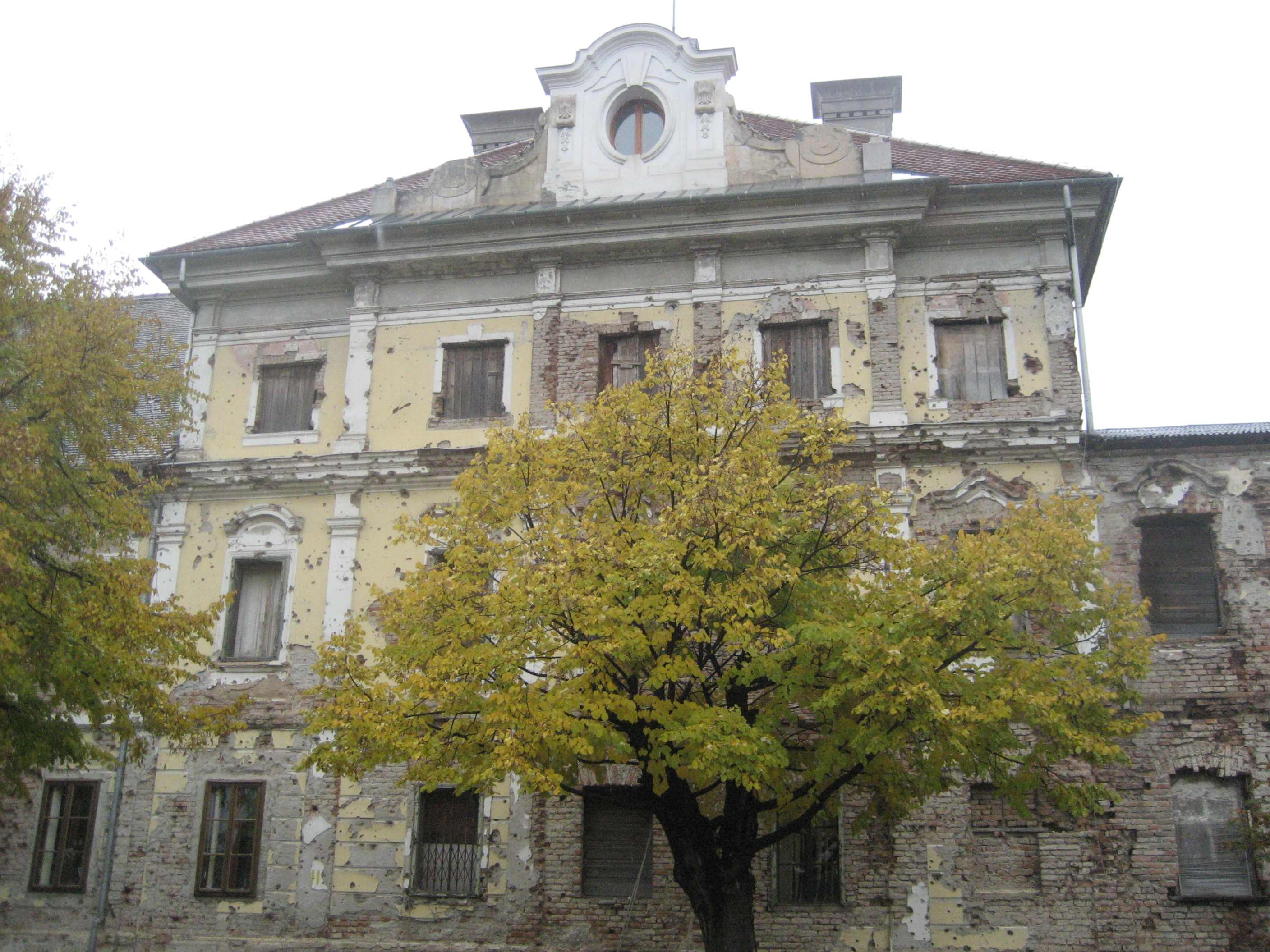
Damaged main facade, before renovation
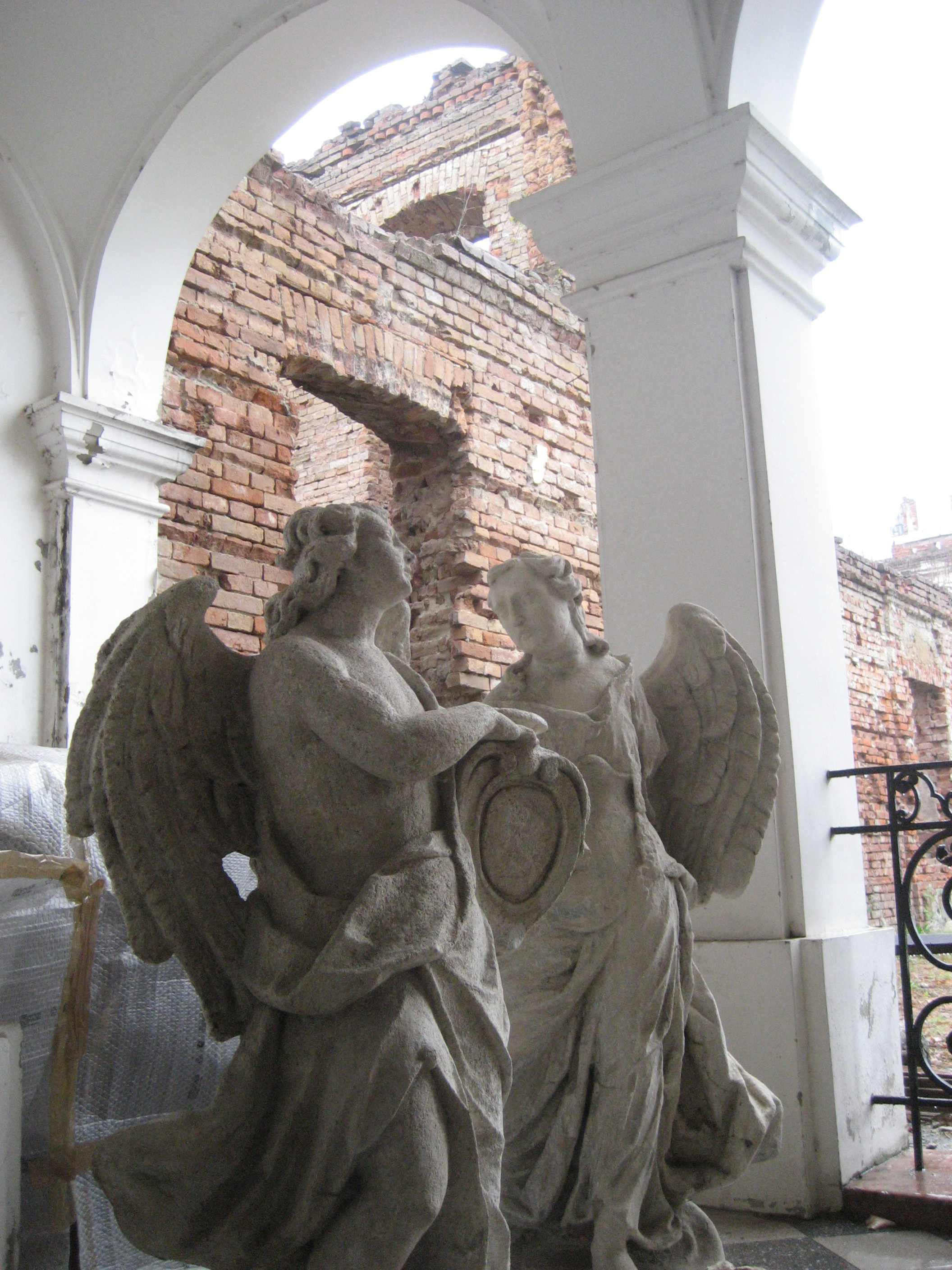
Statues of angels in a heraldic setting, with ruins in the background, before renovation